# Енигма (часопис)
Енигма је лист посвећен енигматици, који је излазио у Београду непрекидно од 7. јула 1951. године до 1. маја 2023 када је угашен. С обзиром да је у питању лист са ускоспецијализованим садржајем, његово дугогодишње излажење, које је трајало више од 70 година, представља својеврстан рекорд. Симбол листа је статуа Роденовог мислиоца, која је дуги низ година била штампана у заглављу насловне стране.

## Лист као енигматска школа
Кроз лист Енигма прошли су практично сви енигмати који су нешто значили у српској, па и југословенској, енигматици на подручју тадашњег српскохрватског језика. То је била својеврсна енигматска школа и тада су ударени темељи модерне и квалитетне енигматике. Појавили су се први магични квадрати 9 х 9 као врхунско достигнуће, слоговни квадрати 5 х 5, затим новотарије: беле укрштенице, скандинавке, осмосмерке итд, а правила и критеријуми за креирање загонетки који су тада установљени, уз извесне допуне, важе и данас. Квалитет загонетки се брусио кроз многобројне сарадничке конкурсе на коме је учествовала већина врхунских енигмата из тог времена из Србије и ван ње.
Иако је Енигма била београдски лист, у једном периоду је више сарадника било из Хрватске и Босне и Херцеговине него из Србије. Градови из којих су стизали и били објављивани радови су: Сплит, Сарајево, Загреб, Винковци, Бихаћ, Огулин, Славонски Брод, Бања Лука, Мостар, Зворник итд. Тзв. језичке баријере нису представљале никакву препреку за заједнички рад, а сам број 500 је имао радове штампане и ћирилицом и латиницом, без обзира из које је републике био аутор. Енигма је била југословенски лист у правом смислу те речи.
У Енигми су почели да се објављају први енигматски речници, и то трословни од маја 1952. године, комплетан, и четворословни који је само делимично урађен.

### РатнаЕнигма
За време НАТО бомбардовања излазила је ратна енигма, од броја 2064 (28. април 1999) до броја 2068 (29. јун 1999). Од броја 2069 поново је излазила редовна Енигма. Ти бројеви су се штампали на 32 стране, само са енигматским саставима, без посебних забавних текстова, којих је раније било у листу.

### Тематика
У Енигми су се публиковали и актуелни текстови из историје, туризма, традиције, науке, бизниса, митологије,археологије.. Били су редовно присутни следећи радови:
- Укрштенице
- Скандинавке
- Ребуси
- Анаграми
- Осмосмерке
- Беле укрштенице
- Криптограмне укрштенице
- Палиндроми
- Судоку
- Скривалице
- Енигматски радови за децу

## Издавачи
Први издавач Енигме је било Новинско издавачко предузеће Млади Борац при ЦК Омладине Србије и то је трајало све до броја 240, односно до 1. августа 1957. године. Од тог датума издавање је преузео Енигматски клуб Београд (ЕКБ), који је тада и основан. Енигма је излазила све до броја 1301 (26. мај 1981) када је лист постао део издања куће Вечерње новости, а ЕКБ је и даље уређивао енигматски део. После престанка рада ЕКБ, уређивање енигматског дела је преузео енигматски клуб Нова загонетка из Београда.
Током година се на њеном челу изменио већи број уредника, али је рекордер био Властимир Власта Павловић, који је руководио листом од броја 3 до броја 1370 (умро је 23. септембра 1982), што значи више од 30 година. Последњи уредник "Енигме" био је Небојша Вучинић, од јуна 2011. до краја маја 2023.

## Специјални бројевиЕнигме
Током дугог низа година излажења Енигма је публиковала разна посебна и специјална издања. Штампала је енигматику на есперанту (Malgranda Enigmo) и издала публикацију "Жижак" заједно са енигматиком за слепе и слабовиде особе.
- Мала укрштеница
- Разонода милиона
- Мала Енигма

## Рекорд за Гиниса
Почев од 10. марта 2000. године дугогодишњи уредник у Енигми, Милан Шабан, на две средње стране листа је објављивао непрекинуту сканди укрштеницу димензија 25 х 18 бруто по броју, са амбицијом да као највећа уђе у Гинисову књигу рекорда. Последњи рад је објављен у броју 2389 од 1. фебруара 2015. године, укупно 301 наставак, када  је због смрти аутора престало даље излажење.